# Мале Боже
Мале Боже (пол. Małe Boże) — село в Польщі, у гміні Стромець Білобжезького повіту Мазовецького воєводства.
Населення — 198 осіб (2011).
У 1975-1998 роках село належало до Радомського воєводства.

## Демографія
Демографічна структура станом на 31 березня 2011 року:
|          | Загалом | Допрацездатний вік | Працездатний вік | Постпрацездатний вік |
| -------- | ------- | ------------------ | ---------------- | -------------------- |
| Чоловіки | 99      | 31                 | 63               | 5                    |
| Жінки    | 99      | 26                 | 55               | 18                   |
| Разом    | 198     | 57                 | 118              | 23                   |